# 송경섭 (권투 선수)
송경섭(1963년 3월 29일~)은 대한민국의 권투 선수로, 1988년 하계 올림픽에 참가했다.